# Reilly Dolman
Reilly Dolman est un acteur canadien né le 29 février 1988. Il est surtout connu pour son rôle du voyageur 3326, alias Philip Pearson, dans la série Netflix Les Voyageurs du temps. Il a déclaré dans une interview avec Kidzworld, qu'il est tombé un peu par hasard dans le monde de l'industrie cinématographique durant ses dernières années de lycée alors qu'il poursuivait un cours de médias numériques.

## Biographie
Durant la période du lycée, Reilly participe à un travail avec un directeur photographique dans le cadre du cours de médias numériques. Il prend directement goût au travail en coulisse. Il aime être metteur-en-scène et veut connaître le point de vue des acteurs. C'est ainsi qu'à la suite de nombreuses années de travail, il devient lui-même acteur.

## Vie privée
Reilly Dolman est né et a grandi à Vancouver. En 2018, il est devenu papa d'une petite fille dont on ne connaît pas le nom.